# Kilián
A Kilián kelta eredetű férfinév, ami a magyar nyelvbe latin közvetítéssel kerül. A jelentése tisztázatlan, talán: szerzetes, remete, cellában lakó. Női párja a Kiliána.

## Rokon nevek
- Gellén:[1] a Kilián régi magyar alakváltozata.[3]
- Kilény:[1] a Kilián régi magyar alakváltozata.[3]

## Gyakorisága
Az 1990-es években a Kilián, Kilény és Gellén egyaránt szórványos név volt, a 2000-es években nem szerepelnek a 100 leggyakoribb név között.

## Névnapok
Kilián, Kilény, Gellén
- július 8.[3]
- november 13.[3]

## Híres Kiliánok, Gellének, Kilények
- Szigeti Kilián bencés szerzetes, zeneszerző
- Kolozsi Kilián színművész, műsorvezető